# Переверзєва Наталія Володимирівна
Наталія Переверзєва (рос. Наталья Владимировна Переверзева, нар. 10 листопада 1988 р., Курськ) — російська модель. Переверзєва перемогла на конкурсах «Міс Москва» 2010 року та «Краса Росії» 2011 року.  Вона також брала участь у конкурсах «Міс Земля» 2012 року  та «Міс Росія» 2009 року. Переверзєва брала участь у фотосесіях для Playboy, Cosmopolitan і Harper's Bazaar. Вона також займається екологією, будучи членом російського Всесвытнього фонду дикоъ природи.
Переверзєва викликала особливий інтерес у ЗМІ завдяки своєму есе «Міс Земля», яке критикує російську політику.

## Життжпис
Народилася в сім'ї економіста (батька) та інженерки (мати). Здобула спеціальність фінансистка державної служби. У 17 років помітили фахівці московського модельного агентства. На конкурсі Місс Земля 2012 вона увійшла до восьми фіналісток і отримала золоту нагороду в номінації Miss Earth Ever Bilena Make Up Challenge. У вересні 2013 року Переверзєва почала вести програму «Ікона стилю» на Муз-ТВ.

### Екологічна пропаганда
Переверзєва висловила ідею скорочення вирубки лісів і збільшення зелених насаджень для захисту озонового шару. Вона також усиновила амурського тигра.

### Твір Міс Земля
У своїй письмовій доповіді під час конкурсу «Міс Земля-2012» Переверзєва, зокрема, зауважила: «Але моя Росія — це також моя бідна багатостраждальна країна, нещадно розірвана на шматки жадібними, нечесними, невіруючими людьми. Моя Росія — це велика артерія, з якої мало хто «обраний» зливає її багатства. Моя Росія — жебрачка. Моя Росія не може допомогти своїм старикам і сиротам. Від неї, стікаючої кров’ю, як із тонучого корабля, тікають інженери, лікарі, вчителі, бо їм нема з чого жити. Моя Росія - це нескінченна кавказька війна».  Письмова презентація була заснована на більш ранньому есе Переверзєвої. В опитуванні російської газети «Комсомольская правда» 93% респондентів погодилися з думкою Переверзєвої.